# Rufio (Band)

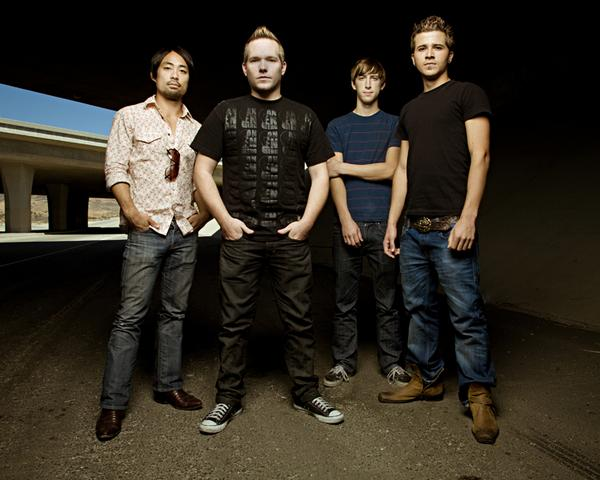
Rufio (2009)

Rufio ist eine US-amerikanische Pop-Punk-Band aus Rancho Cucamonga, Kalifornien.

## Geschichte
Alle Mitglieder der Band gingen zusammen zur High School. Die Band wurde gegründet, als der ursprüngliche Bassist Jon Beere im ersten Jahr der High School war und die anderen drei Mitglieder Scott Seller (Gesang, Gitarre), Mike Jimenez (Schlagzeug) und Clark Domae (Gitarre) im Abschlussjahr waren. Scott und Clark kannten sich bereits seit früher Kindheit, da sie zusammen aufwuchsen. Scott traf Bassist Jon Berry und sie fingen an gemeinsam zu spielen und Demos aufzunehmen. Nachdem Berry und Scott anfing Demos aufzunehmen, baten sie Mike, Schlagzeug für sie zu spielen. Kurz nach der Aufnahme von Mike, trat Clark der Band bei. Die Band erhielt ihren Namen vom Charakter Rufio, der Anführer der verlorenen Jungen im Peter-Pan-inspirierten Film Hook.
Rufio veröffentlichten ihr Debütalbum Perhaps, I Suppose… 2001 beim Label The Militia Group. Das zweite Album MCMLXXXV, das im Juni 2003 bei Nitro Records veröffentlicht wurde, entstand mit der Hilfe des Produzenten Nick Rasculinecz, der schon mit den Foo Fighters und Rancid gearbeitet hat. Das dritte Album The Comfort of Home wurde im Juli 2005 veröffentlicht.
Die Band löste sich 2006 auf. Das Punk76.com Magazin bezieht sich auf ein Telefonat mit dem Besitzer des Indie Labels The Militia Group und verkündet, dass Rufio sich wiedervereinigt haben und für 2009 ein neues Album planen.
Am 14. Januar 2010 erschien die neue EP The Loneliest mit neuer Besetzung, Terry Stirling Jr. am Schlagzeug und Taylor Albaugh am Bass.
Am 27. Juli 2010 erschien das Album Anybody Out There.

## Diskografie

### Alben
- Perhaps, I Suppose… (2001, The Militia Group)
- MCMLXXXV (2003, Nitro Records)
- The Comfort of Home (2005, Nitro Records)
- Perhaps, I Suppose... (Deluxe Edition) (2005, The Militia Group)
- Anybody Out There (2010, The Militia Group)

### EPs
- Rufio (2000)
- The Loneliest (2010)